# دانیل امیلفورک
دانیل امیلفورک (فرانسوی: Daniel Emilfork‎؛ ۷ آوریل ۱۹۲۴ – ۱۷ اکتبر ۲۰۰۶) هنرپیشه اهل کشور شیلی و ساکن کشور فرانسه بود. وی همجنسگرا بود و به عنوان یک همجنسگرا از زندگی در شیلی احساس رضایت نمی‌کرد. به همین دلیل در سن ۲۵ سالگی به فرانسه مهاجرت نمود.

## قسمتی از فیلمشناسی
- کازانووای فلینی
- تازه چه خبر پوسی‌کت؟
- گوژپشت نتردام
- هلندی سرگردان
- گذرگاه
- سفرهای من و عمه‌ام
- مصائب بالتازار کوبر
- جحا